# Kızılırmak
Il Kızılırmak (Ali

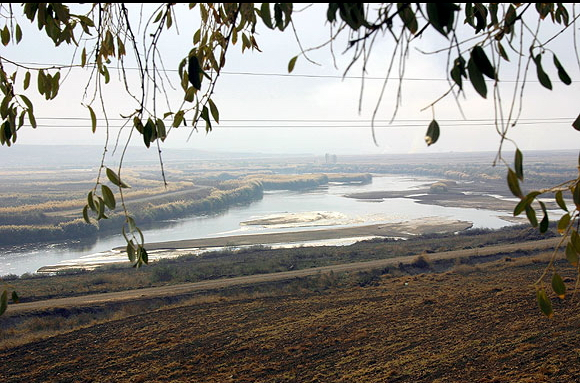
İskilip, Taybı

Mappa del corso del fiume

in italiano) è il più lungo fiume della Turchia; il suo nome, in turco, significa fiume rosso. Lungo 1.150 km, nasce nell'altopiano anatolico orientale e sfocia nel mar Nero. Non è navigabile, ma lungo il suo corso sono state costruite alcune dighe e oggi è un'importante fonte di energia idroelettrica.
Le dighe principali sono: Kesikköprü, Altınkaya, Kapulukaya e Derbent.

## Storia
Gli Ittiti chiamavano il fiume Marassantiya; esso costituiva il confine naturale della terra chiamata Hatti, la regione centrale dell'Impero ittita.
Nell'antichità classica il fiume era considerato il confine tra l'Asia Minore e il resto dell'Asia. Il fiume fu teatro della battaglia dell'eclissi, combattuta tra il regno di Lidia e i Medi nel 585 a.C. Lungo il fiume fu fissato il confine orientale della Lidia, che rimase tale fino al 547 a.C., quando Creso lo attraversò per attaccare Ciro il Grande (vedi Battaglia di Halys). In seguito alla sconfitta di Creso, la Persia poté espandersi fino al Mar Egeo.
A Talete si attribuisce l'elaborazione d'un espediente che avrebbe permesso all'esercito di Creso, il re della Lidia in guerra contro il persiano Ciro il Grande, di attraversare il fiume Halys.
Racconta Erodoto (Storie, I, 75):
Questo è inoltre il luogo dove Mitridate VI, re del Ponto, si suicidò nel 66 a.C., dopo l'omonima battaglia combattuta contro Gneo Pompeo Magno, pesante sconfitta per le province d'Oriente.

## Dighe costruite sullo Kızılırmak
- Diga di Kesikköprü
- Diga di Altınkaya
- Diga di Kapulukaya
- Diga di Derbent
- Diga di Hirfanlı